# Eugène Colignon
Eugène Colignon ou Eugène Collignon, né le 23 mars 1876 à Namur et mort le 28 janvier 1961 à Beez, est un peintre paysagiste belge.

## Biographie
Joseph Eugène Victor Ghislain Colignon, né le 23 mars 1876 à Namur, est le fils de Pierre Colignon, pharmacien, et de Marie Servais.
Il étudie à l'Académie des Beaux-Arts de Namur où il est l'élève de Désiré Merny (1865-1947). Il poursuit ses études à l'Académie royale des Beaux-Arts de Bruxelles chez Isidore Verheyden.
Peintre paysagiste par excellence, il se rend à plusieurs reprises pour y représenter les paysages. 
En 1905, le peintre se rend pour un premier voyage en Bretagne plus particulièrement au mont Saint-Michel, Saint-Servan, à Saint-Malo, à Roscoff, Morgat, Crozon, La Trinité-sur-Mer, Morlaix, Saint-Thégonnec, Guimiliau, Locmariaquer, Plouharnel, Carnac et à Le Palais sur Belle-Île. En 1918, il va à Martigues en Provence. En 1920, il retourne en Bretagne et passe par Concarneau, Rosporden, Brest et à Audierne, Douarnenez. Il visite notamment aussi les villes de Quimper, Tréboul, Pont-Aven, Landerneau, Camaret et la pointe du Raz. En 1921, il voyage en Allemagne plus précisément dans la vallée du Rhin et visite Monschau, Oberlahnstein, Siebengebirge, Trèves, Oberwesel, Drachenfels, Oberwesel, Stahleck et Cologne. Du 26 avril au 15 juin 1925, il traverse la France en faisant étape à Paris et à Marseille. Grâce au bateau, le Général Chanzy, il arrive à Alger (Algérie). Il s’est rendu à Bou-Saâda, l’oued où a vécu Étienne Dinet ainsi qu’à Blida. Par ses courriers, il partage ses émotions, ses observations. Il a embarqué son matériel des panneaux mais surtout des cartons afin de capter la lumière et les couleurs. À son retour, il prend le temps d’aller peindre les Roches Rouges de l’Estérel près de Marseille.En 1928, il séjourne en Italie et plus particulièrement à Florence, Rome et Venise.
De 1930 à 1946, il enseigne le dessin à l’Académie des Beaux-Arts de Namur. Après la Seconde Guerre mondiale, il revient à une palette plus sombre.
Eugène Colignon meurt à Beez le 28 janvier 1961.

## Style artistique
Eugène Colignon a été influencé par l'école de Tervuren, par Théodore Baron et par le néo-impressionnisme. Il excellait dans la représentation de paysages enneigés.

## Œuvres
- Différentes œuvres passées situées à Bou-Saâda et datées de 1925 en vente publique[7].
- La Koubba d'Étienne Dinet à Bou-Saâda, 1925[8].

## Œuvres principales

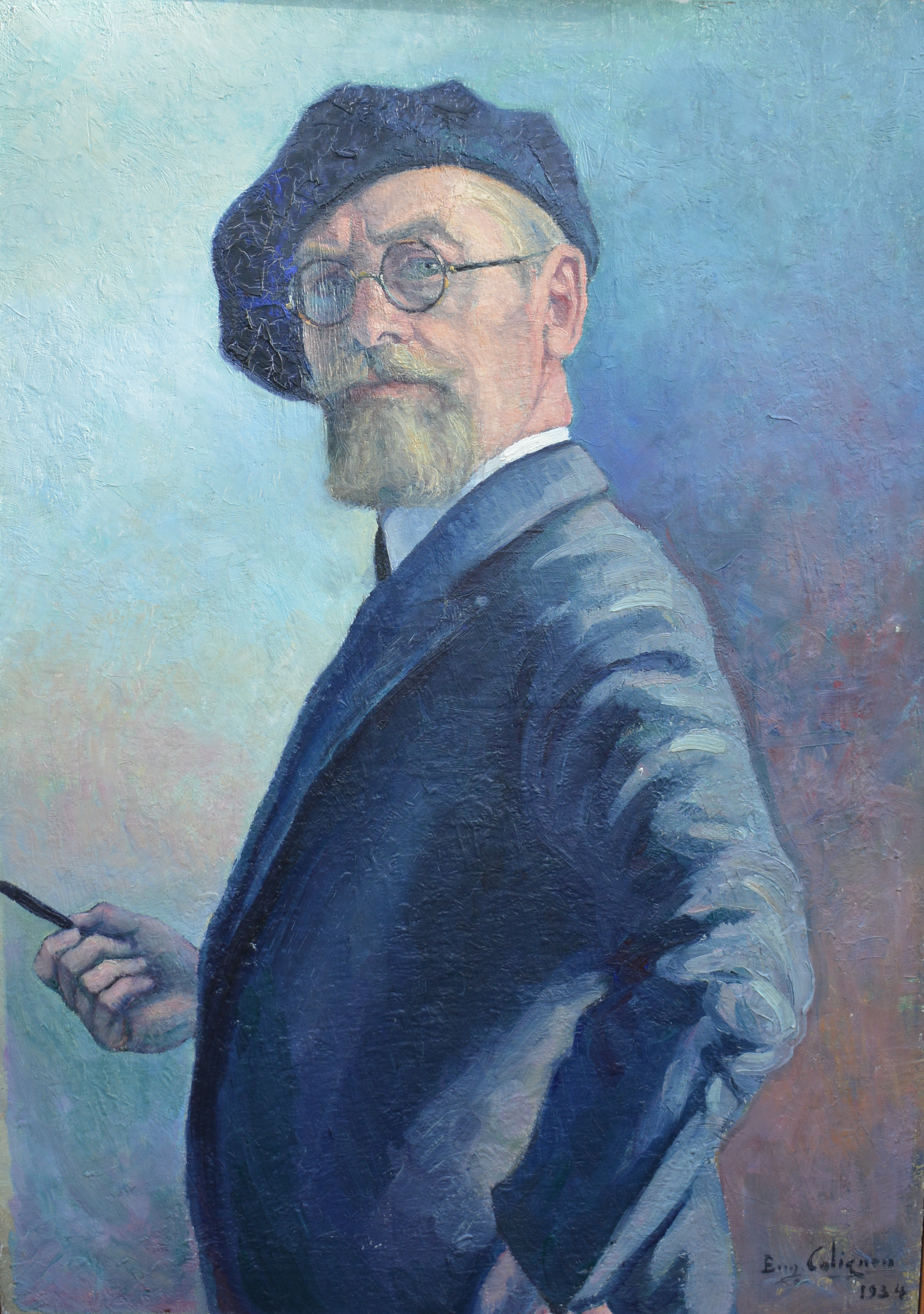
Autoportrait 1934
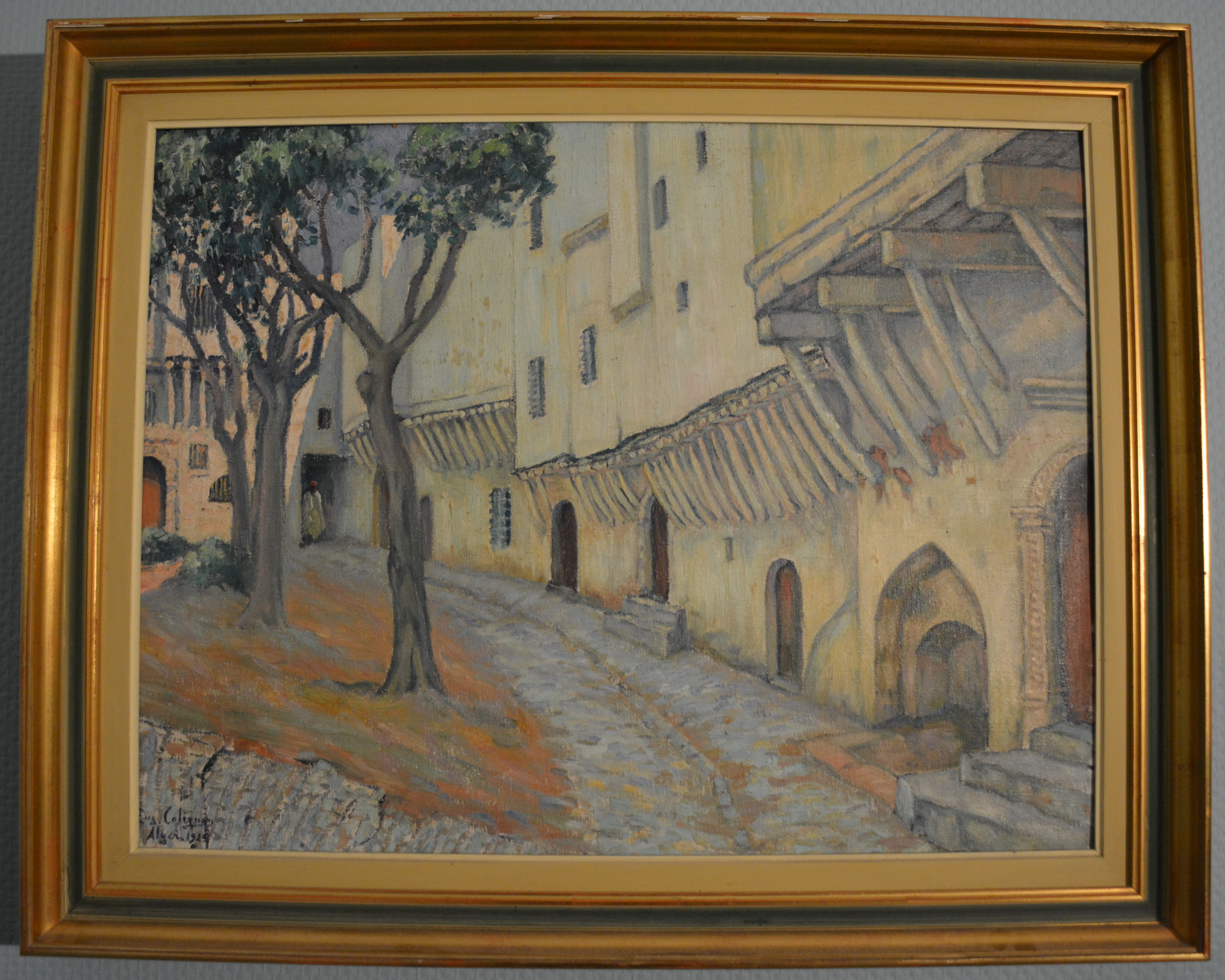
Alger 1925
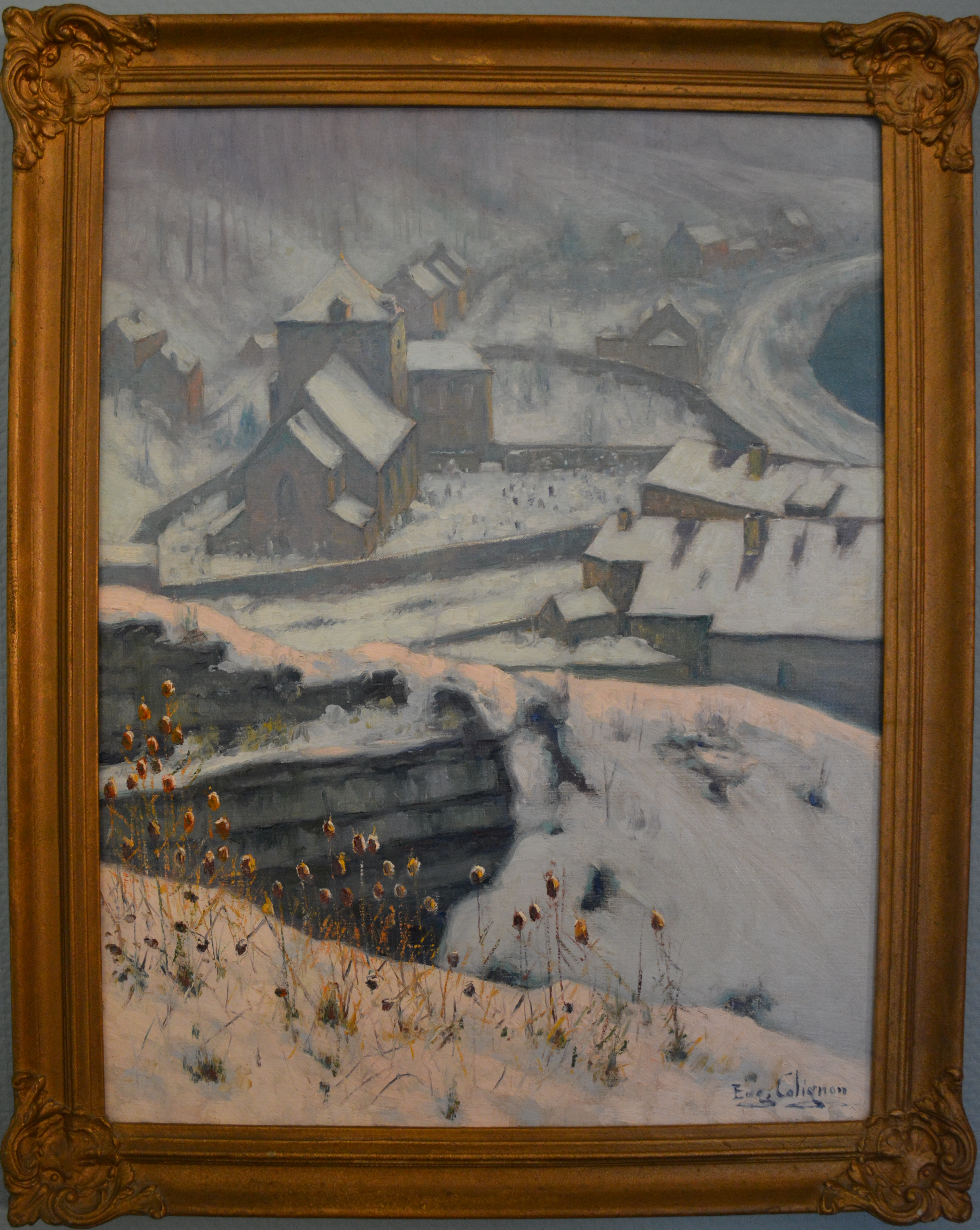
Live sous la neige
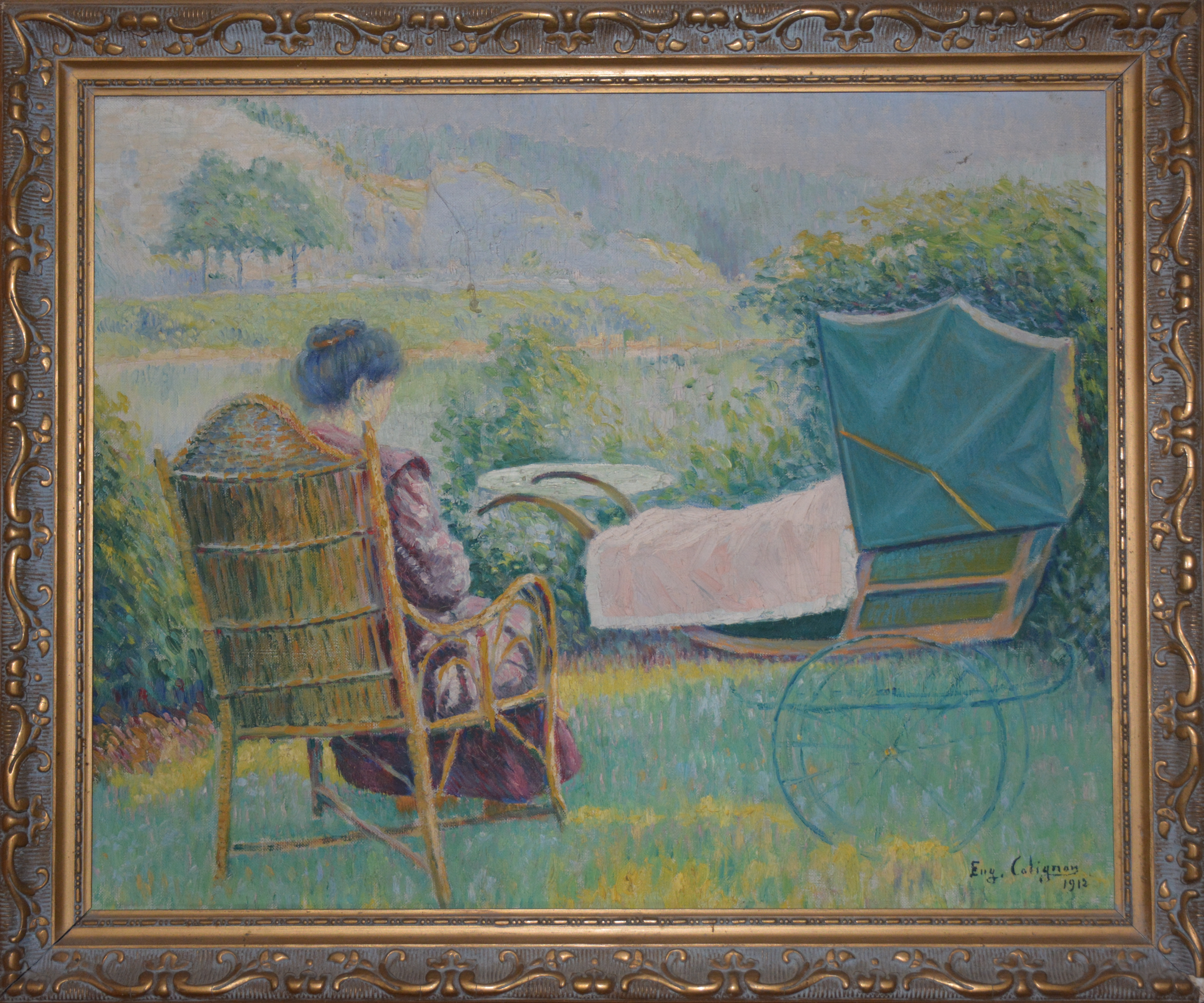
Sa femme, Zoé dans le jardin à Beez (Namur) avec le landau où dort son fils Joseph tout juste né (1912)
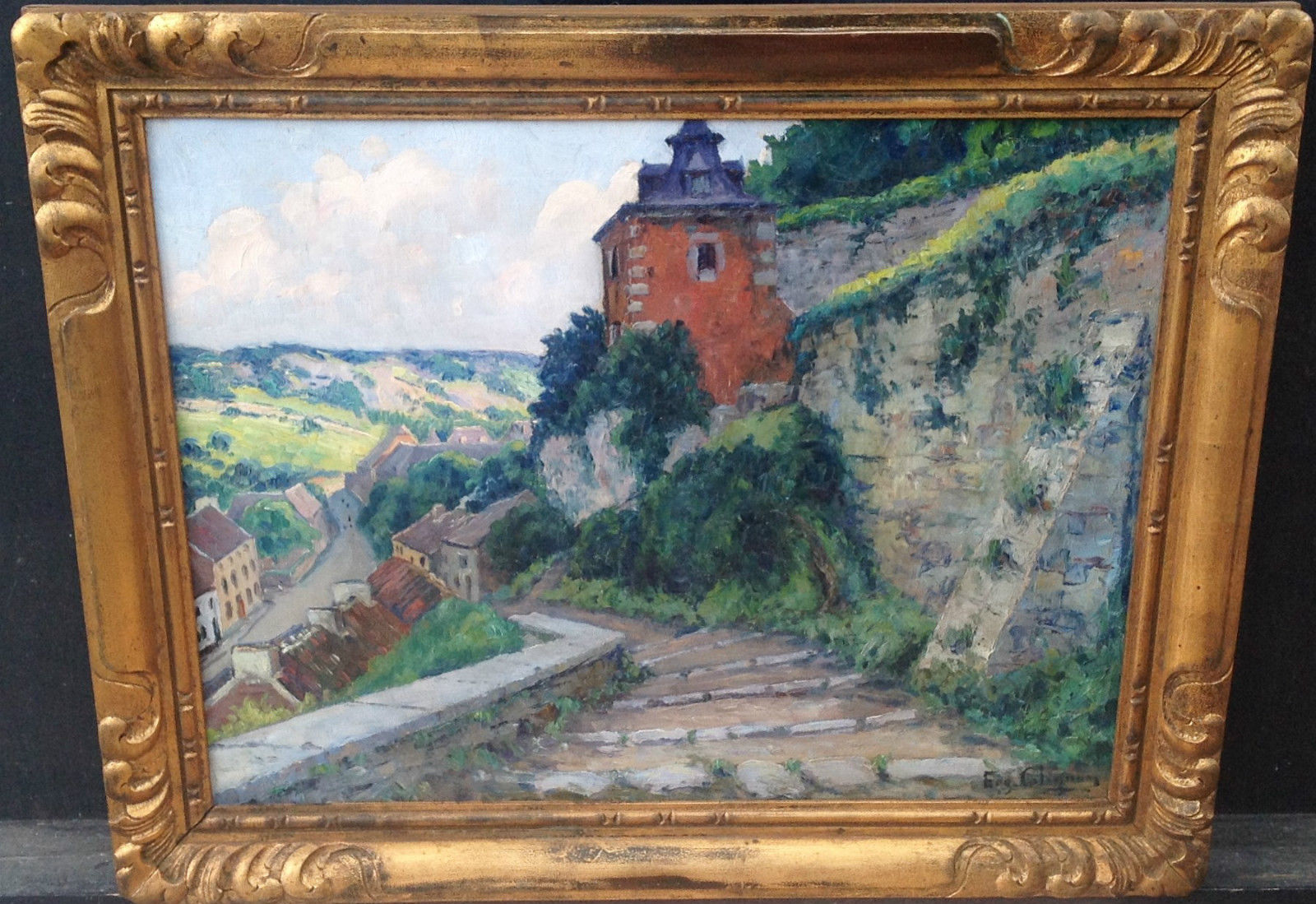
Abbaye de Floreffe
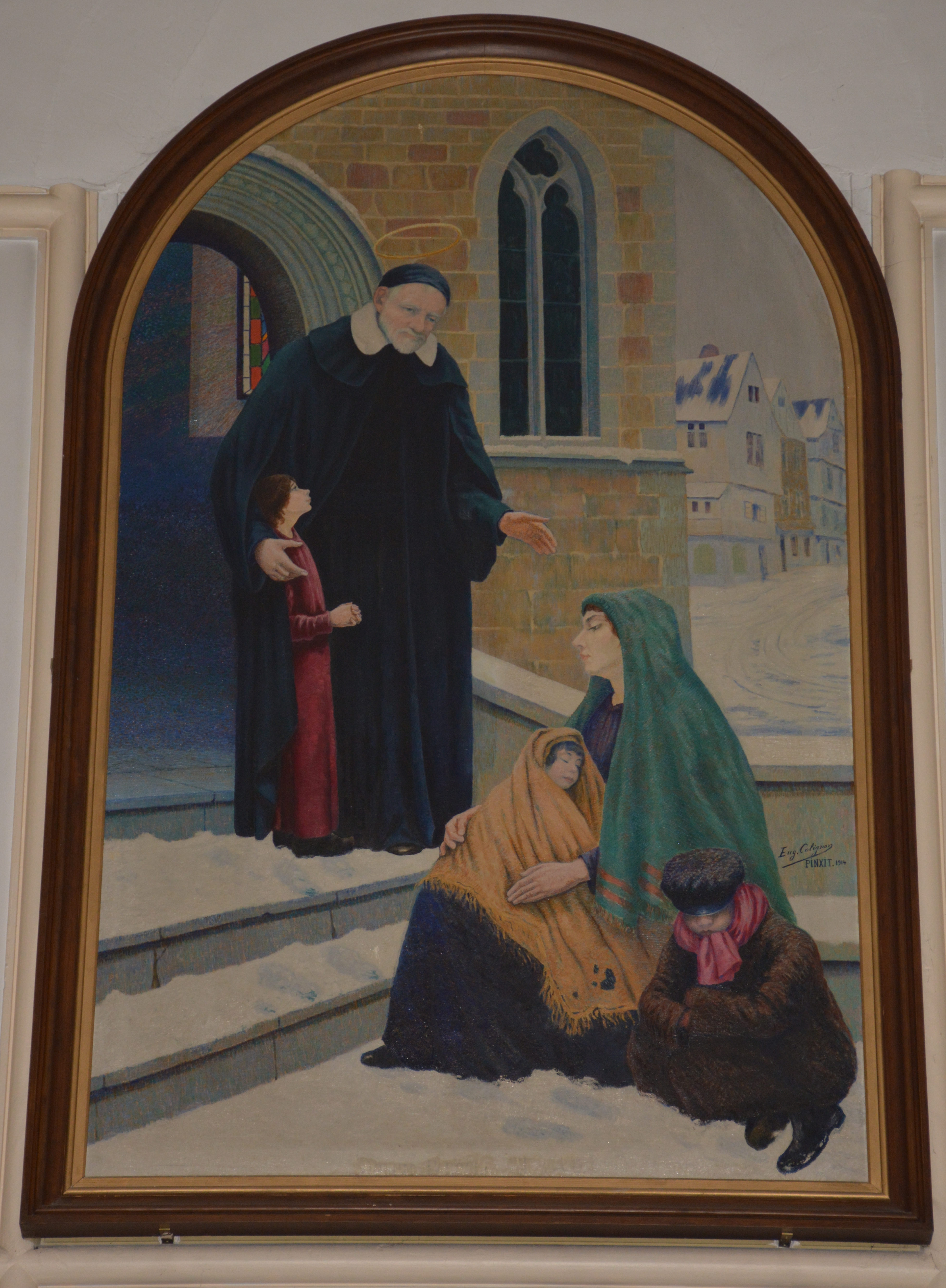
Saint Vincent de Paul 1914, église de Beez
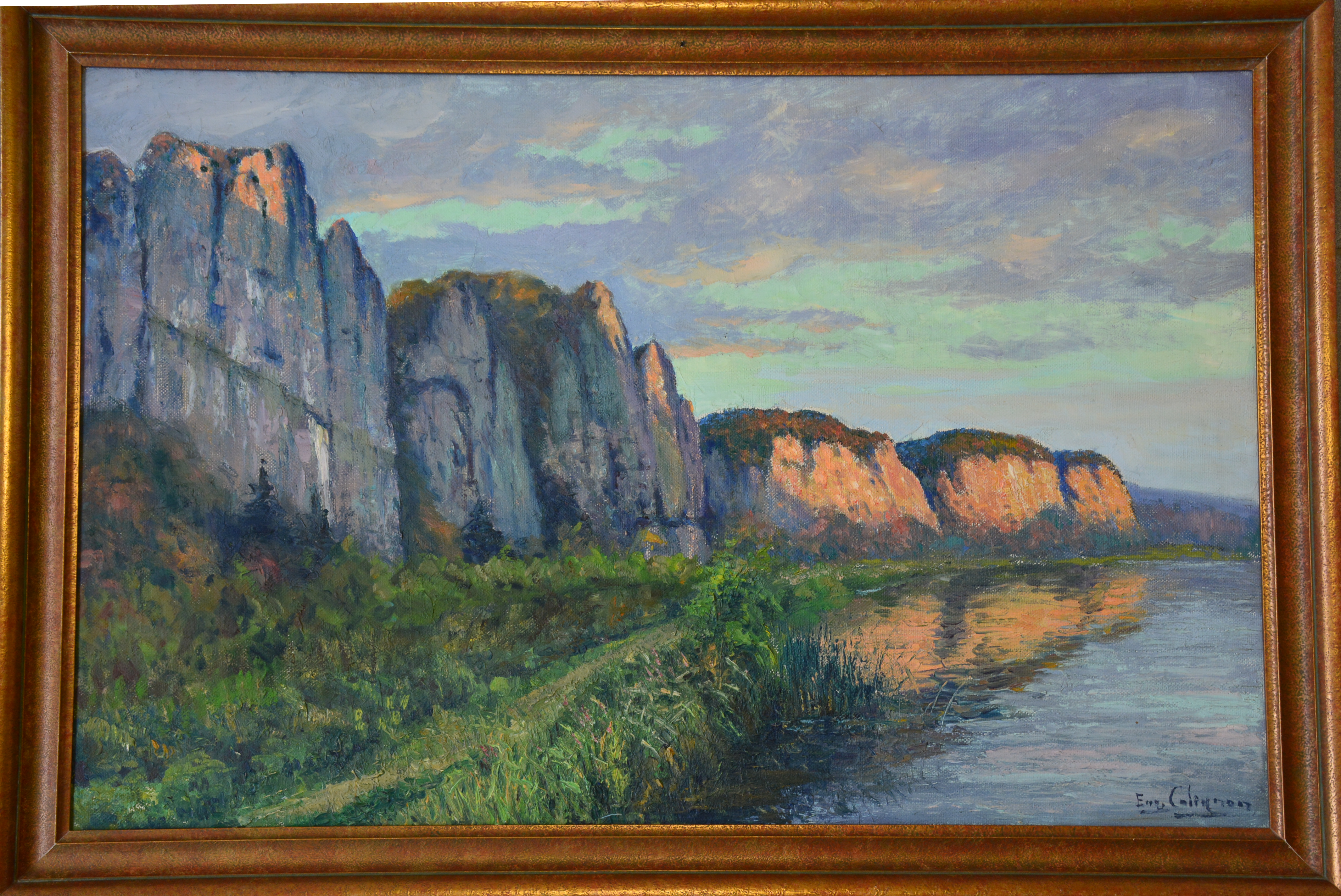
La Meuse et les rochers à Marche-les-Dames
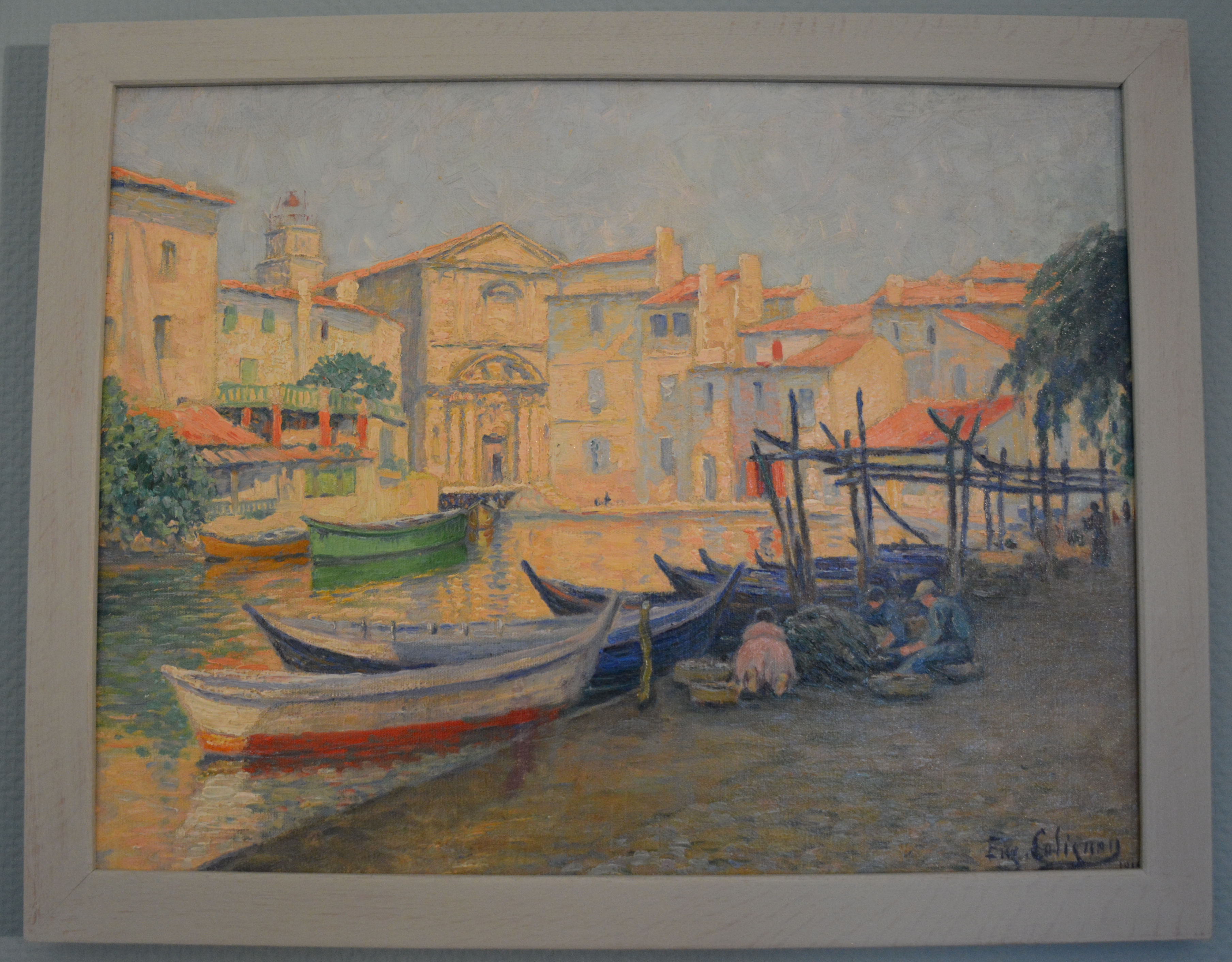
Martigues, le canal de Brescon 1919

## Galerie familiale

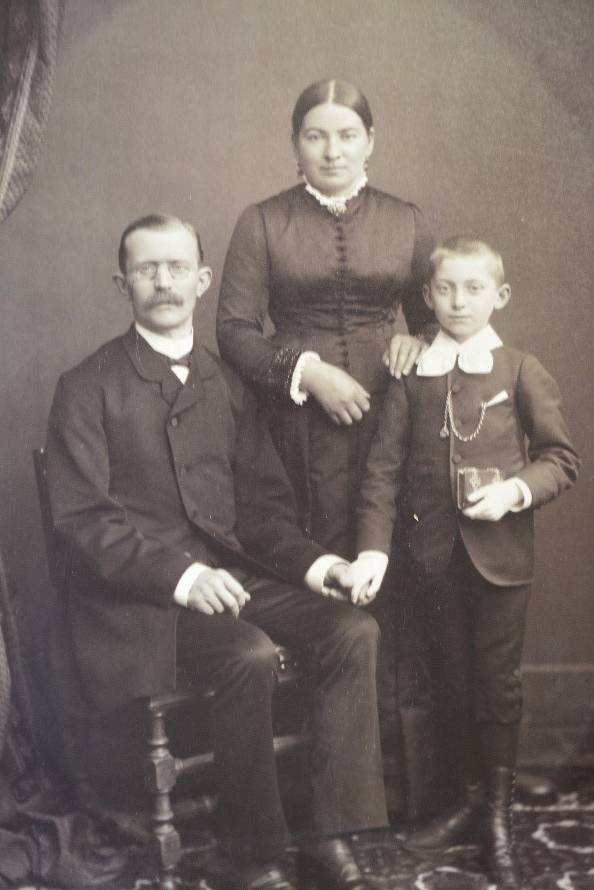
Famille Colignon en 1887, Eugène a 11 ans.
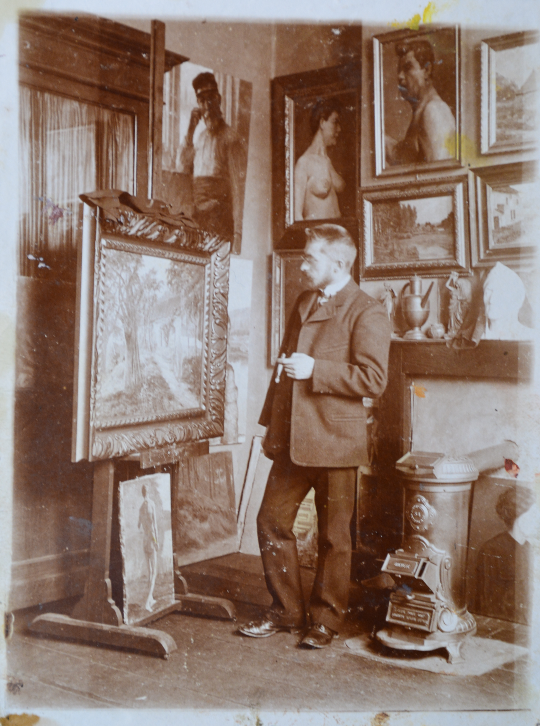
Dans son atelier en 1905.
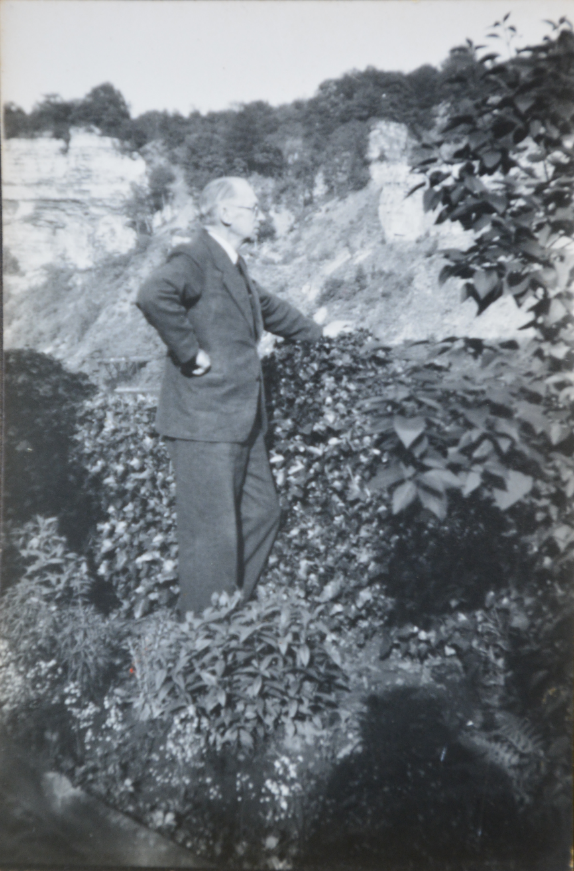
Eugène et sa Meuse.